# Filtre de Bloom
Pour les articles homonymes, voir filtre et Bloom.
En informatique, et plus précisément en algorithmique, un filtre de Bloom est une structure de données inventée par Burton Howard Bloom en 1970. C'est une implémentation du type abstrait Ensemble. Cette structure est probabiliste, c'est-à-dire qu'elle utilise des probabilités, et que sa correction est probabiliste. Plus précisément, un test d'appartenance renvoie soit « peut-être dans l'ensemble » ou « assurément pas dans l'ensemble ». Dit autrement, il n'y a jamais de faux négatif mais il peut y avoir des faux positifs. 
La taille occupée en mémoire d'un filtre de Bloom est fixe et indépendante du nombre d'éléments contenus, ce qui en fait une structure très compacte. L'inconvénient est toutefois qu'il y a d'autant plus de faux positifs qu'il y a d'éléments dans la structure. Le principe du filtre est le même que pour le hachage.

## Description

Exemple de filtre de Bloom d'un ensemble (x, y, z). Les flèches de couleurs indiquent les bits qui correspondent à cet élément. Dans l'exemple, l'élément w n'appartient pas à l'ensemble car l'un de bits vaut 0.

Un filtre de Bloom est constitué d'un tableau de bits de taille m, ainsi qu'une collection de k fonctions de hachage {\displaystyle h_{1},\dots ,h_{k}}. Chaque fonction de hachage associe tout élément à une case du tableau.
En général, k est une constante qui dépend du taux de faux positifs souhaité, tandis que m est proportionnel à k et au nombre d'éléments à ajouter.

### Description formelle
Soit U l'univers de tous les éléments qui peuvent potentiellement être ajoutés au filtre de Bloom. Par exemple, U est l'ensemble des entiers sur 32 bits, ou un ensemble de mots. Le filtre a deux composantes :
- un tableau de bits T[1..m] de taille m dont chaque case est préalablement initialisée à 0. On suppose que le tableau est indexé de 1 à m.
- k fonctions de hachage {\displaystyle h_{1},h_{2},\dots ,h_{k}} de {\displaystyle U\rightarrow [\![1,m]\!]}. Chaque fonction de hachage {\displaystyle h_{i}} associe à tout élément e de U un indice du tableau T (entier entre 1 et m).

### Opérations
Ajout d'un élément. Pour ajouter un élément {\displaystyle e}, on met des 1 dans les cases d'indice {\displaystyle h_{1}(e),\dots ,h_{k}(e)}.
```
procédure
 ajouter(T, e)
      
pour
 i = 1 à k
            T[

  

    

      

        

          
h

          

            
i

          

        

        
(

        
e

        
)

      

    

    
{\displaystyle h_{i}(e)}

  

] := 1
```

Test d'appartenance. On est sûr que l'élément {\displaystyle e} est absent dès lors qu'une des cases d'indice {\displaystyle h_{1}(e),\dots ,h_{k}(e)} contient un 0. Si les cases d'indice {\displaystyle h_{1}(e),\dots ,h_{k}(e)} contiennent toutes un 1, on ne peut rien dire. Dans ce cas, l'élément peut être dans l'ensemble comme ne pas l'être. Si l'élément est absent, c'est un faux positif.
```
fonction
 estDedans(T, e)
      
pour
 i = 1 à k
           
si
 T[

  

    

      

        

          
h

          

            
i

          

        

        
(

        
e

        
)

      

    

    
{\displaystyle h_{i}(e)}

  

] == 0
                
renvoyer
 non
      
renvoyer
 peut-être
```

Les éléments ne peuvent pas être retirés de l'ensemble (bien que cela soit possible avec certaines variantes telles que les filtres de Bloom par comptage (en)).

## Avantages en temps et mémoire
Le filtre de Bloom utilise un espace constant. En effet, l'espace mémoire est occupé par le tableau de bits de taille k, et k est une constante par rapport au nombre n d'éléments présents dans la structure. C'est son principal intérêt.

## Proportion de faux-positifs
On rappelle qu'un faux-positif est un élément déclaré « peut-être dans l'ensemble » alors qu'il n'y est pas. Évaluons la proportion de faux-positifs en fonction de divers paramètres. On suppose qu'une fonction de hachage sélectionne chaque case du tableau de manière équiprobable, et que m représente le nombre de bits dans le tableau, alors la probabilité qu'un bit donné soit laissé à 0 par une fonction de hachage donnée lors de l'insertion d'un élément vaut {\displaystyle 1-{1 \over m}}.
Généralisons ceci à k fonctions de hachage qui n'ont pas de corrélation entre elles. La probabilité qu'un bit donné soit laissé à 0 par ces k fonctions de hachage lors de l'insertion d'un élément est {\displaystyle \left(1-{1 \over m}\right)^{k}}.
Si l'on considère à présent que l'on insère n éléments, la probabilité qu'un bit donné vaille 0 vaut {\displaystyle \left(1-{1 \over m}\right)^{kn}}. On en déduit que la probabilité que ce bit vaille 1 est 
{\displaystyle 1-\left(1-{1 \over m}\right)^{kn}}
Ainsi, si l'on teste la probabilité de présence d'un élément qui n'est pas dans l'ensemble, chacune des m positions possède la probabilité ci-dessus de valoir 1. Si l'on suppose (et cette supposition est fausse) que ces événements sont indépendants, la probabilité que tous les k vaillent 1 (déclenchant un faux-positif) découle des calculs précédents :
{\displaystyle \left(1-\left[1-{1 \over m}\right]^{nk}\right)^{k}\approx \left(1-e^{-kn \over m}\right)^{k}}
La formule ci-dessus suppose que la probabilité que chaque bit vaille 1 est indépendante des autres bits, ce qui est faux, et peut mener à des résultats significativement différents quand {\displaystyle {\frac {m}{n}}} est élevé. Au contraire, quand le rapport {\displaystyle {\frac {m}{n}}} est faible, le taux d'erreur tend effectivement vers la valeur ci-dessus.
La formule exacte est plus complexe, et vaut :
{\displaystyle P={\frac {m!}{m^{k(n+1)}}}\sum _{i=1}^{m}\sum _{j=1}^{i}(-1)^{i-j}{\frac {j^{kn}i^{k}}{(m-i)!j!(i-j)!}}}
Cette valeur peut être calculée récursivement. Cependant, il est simple d'utiliser l'encadrement suivant, donné par Bose et al.  :
{\displaystyle \left(1-\left[1-{1 \over m}\right]^{nk}\right)^{k}<P<\left(1-\left[1-{1 \over m}\right]^{nk}\right)^{k}\times \left(1+O\left({\frac {k}{p}}{\sqrt {\frac {\ln n-k\ln p}{m}}}\right)\right)}

## Utilisations

### Bases de données
Un filtre de Bloom permet d'éviter des appels inutiles à une très grande base de données en vérifiant tout de suite l'absence d'une ligne recherchée. Le filtre n'étant pas parfait, la recherche inutile aura toutefois lieu dans certains cas, mais une grande partie sera néanmoins évitée, multipliant ainsi le nombre de requêtes utiles possibles à matériel donné. Cette méthode est utilisée par Google dans leur base de données distribuées, BigTable.

### Bio-informatique
Les filtres de Bloom sont utilisés en bio-informatique pour la recherche rapide de motifs dans des larges jeux de données génomiques.

### Inspection de paquets
Ce type de filtre est également utilisé pour réaliser de l'inspection de paquets en profondeur[Quoi ?], en vertu des raisons citées plus haut. Leur implémentation au niveau matériel a permis de réaliser de l'inspection de paquets en profondeur à la vitesse du réseau.

### Flux pair à pair
Elle permet aussi d'optimiser les flux entre pairs[Quoi ?] dans un réseau informatiques pair à pair (comme Gnutella, BitTorrent, Freenet, le réseau Tor, les nœuds Bitcoin, et bien d'autres).
Cela permet de réduire le nombre de recherches à transmettre à un sous-ensemble suffisant de pairs voisins pour trouver par quels chemins un objet identifiable est accessible, sans avoir à les interroger tous simultanément avant d'établir de nouveaux chemins supplémentaires vers d'autres pairs, si aucun de ceux interrogés ne donnent de réponse en un temps raisonnable. En effet, la surconsommation sur le réseau global par les diverses recherches identiques effectuées en parallèle par les pairs déjà atteints, s'ils ne possèdent pas directement eux-mêmes une copie de l'objet demandé croit rapidement de façon exponentielle avec la longueur maximale des chemins de recherche (en fonction du degré moyen d'interconnexion de chacun des pairs et de la profondeur atteinte, même si chacun des nœuds traversés dispose d'un cache local lui évitant de répéter en aval la même recherche provenant de plusieurs pairs en amont).
Par exemple sur un réseau pair à pair connexe comprenant au total 100 000 nœuds, et où chacun des nœuds est interconnecté à 10 nœuds (choisis idéalement de façon aléatoire parmi les 100 000 nœuds connus), une exploration totale à une profondeur de 5 niveaux permettrait en principe d'interroger tous les nœuds du réseau si la topologie était parfaitement hypercubique de degré 10; cependant la sélection des nœuds étant aléatoire, la couverture totale du réseau ne sera pas atteinte car des nœuds seront traversés plusieurs fois, par des chemins différents (mais aussi avec des délais différents sur chaque chemin suivi, selon les profondeurs, les débits et les taux d'occupation variables de chacun des chemins suivis d'un nœud à l'autre et les délais de traitement par chacun des nœuds traversés).
Du fait que le réseau ne soit pas suffisamment couvert, le risque est alors élevé que le réseau ne soit plus fortement connexe, mais formé d'îlots devenant inaccessibles entre eux (même s'il existe encore une liaison entre ces îlots, cette liaison peut être totalement saturée donc inutilisable pour éviter la formation de tels îlots). On augmente donc la profondeur d'exploration des chemins au delà de 5, et on permet également au nœuds intermédiaires de librement pouvoir augmenter localement leur degré d'interconnexion (s'ils peuvent se le permettre en fonction de leur capacité locale) et cela accroit encore plus la redondance des requêtes identiques puisque chaque nouvelle profondeur peut potentiellement multiplier par 10 le nombre total des requêtes véhiculées sur le réseau (et de même toutes les réponses associées pouvant provenir plusieurs fois des mêmes nœuds finaux disposant de l'objet cherché).
Cette croissance exponentielle de recouvrement des chemins aléatoires, si elle reste incontrôlée, conduit fatalement à la saturation des liaisons individuelles, notamment au plus près du nœud initiateur de la recherche et des rares nœuds du réseau qui peuvent y répondre (également au cas où certains nœuds ne sont plus accessibles que par un seul chemin critique ou une poignée insuffisante de chemins) ; au cas où aucun des nœuds du réseau ne dispose de l'objet recherché, la totalité des nœuds réseau sera intensivement recherchée plusieurs fois par tous les chemins possibles (y compris le nœud initiateur de la recherche initiale si le chemin suivi par une recherche relayée en amont n'est pas transmis en aval par les nœuds intermédiaires). Le réseau pair à pair devient alors très inefficace, il se sature très vite en totalité. Il faut donc modérer le degré de propagation des recherches en aval, quitte à introduire des délais en utilisant des priorités, et utiliser une mise en cache avec une durée raisonnable mais suffisante, sans saturer non plus le cache local de chaque nœud avec les requêtes déjà transmises en amont et les réponses déjà retournées en aval).
Il faut donc disposer d'une heuristique permettant de calculer de façon probabiliste et réduire les recouvrements de chemins, tout en conservant la possibilité de parcourir une partie suffisante du réseau connexe. Un filtre Bloom permet de définir cette probabilité suffisante pour éliminer une grande quantité des requêtes redondantes, qu'il n'est alors pas utile de transmettre en aval aux nœuds voisins, en tenant compte au niveau de chaque nœud intermédiaire des réponses positives ou négatives déjà obtenues sur chaque chemin déjà interrogé en aval, mais aussi d'éliminer les réponses identiques déjà renvoyées en aval au demandeur mais qui pourraient arriver depuis les chemins en amont déjà interrogés. Et cela ne demande aucune connaissance préalable de la topologie effective du réseau pair à pair (d'autant plus si ces nœuds peuvent se connecter ou se déconnecter librement du réseau, et que donc cette topologie est fluctuante).
De plus le nombre de nœuds participant au réseau n'est pas nécessairement connu au départ et peut fluctuer au cours du temps : le réseau dispose aussi d'un protocole de découverte, qui lui aussi va utiliser des annonces récursives de propagation des nœuds actuellement connectés et actifs et d'une indication de leur dernière date connue d'activité, afin que cela soit mis en cache et répercuté aux autres nœuds qui pourront alors tenter d'y établir une liaison, s'ils souhaitent augmenter leur degré d'interconnexion. Ce protocole adjoint au réseau pair à pair est ce qui assure de conserver le réseau fortement connexe (sans formation d'îlots, et encore moins facilement de vastes continents longtemps séparés), mais lui aussi bénéficie d'un filtre de Bloom pour qu'il reste efficace. Mais il dépend aussi de la synchronisation des horloges entre les nœuds ou de pouvoir mesurer leurs écarts, faute de quoi la pertinence de la datation des nœuds découverts et réputés actifs serait compromise et pourrait même amener à des perturbations massives et très indésirables : cela permettrait des attaques distribuées de déni de service (DDoS) vers des nœuds ne participant pas du tout au protocole de découverte, ni même au réseau pair à pair lui-même, et vite conduire soit au bannissement du protocole pair à pair sur une partie significative de l'Internet ou de ses points d'accès publics, ou à une forte dégradation des débits autorisés sur chaque liaison d'un nœud à l'autre.
La même problématique survient sur des topologies de réseau pair à pair pour les systèmes de réplication et d'annonce, notamment au sein des protocoles d'annonce de routage entre réseaux IP (avec des pairs, les routeurs, fortement hétérogènes selon leurs capacités de traitement ou de mise en cache, leur degré local d'interconnexion et les débits utilisables sur chacune de leurs liaisons d'interconnexion), ou encore pour la réplication et la mise en cache des requêtes de résolution DNS (et la vérification de leur authenticité). Sur Internet, il existe généralement un noyau relativement stable d'interconnexions au sein du réseau, entre des nœuds à forte capacité de traitement et de mise en cache local (disposant entre eux de liaisons très rapides et avec un degré d'interconnexion plus élevé que le reste du réseau), mais cette optimisation avec des filtres de Bloom évite là encore la saturation de ces nœuds fortement sollicités et de leurs liaisons, qui malgré tout peuvent connaitre des variations, du fait de pannes intermittentes sur les nœuds ou leurs liaisons, ou des besoins réguliers de maintenance locale de ces systèmes.

### Rendu HTML
Ce filtre est utilisé dans les moteurs de rendu HTML pour augmenter les performances des sélecteurs CSS.